# (1538) Detre
(1538) Detre ist ein Asteroid des Hauptgürtels, der am 8. September 1940 von dem ungarischen Astronomen György Kulin am Konkoly-Observatorium in Budapest entdeckt wurde. 
Der Asteroid wurde nach dem ungarischen Astronomen László Detre benannt, der lange Jahre Direktor der Konkoly-Sternwarte war.